# Grodyngel

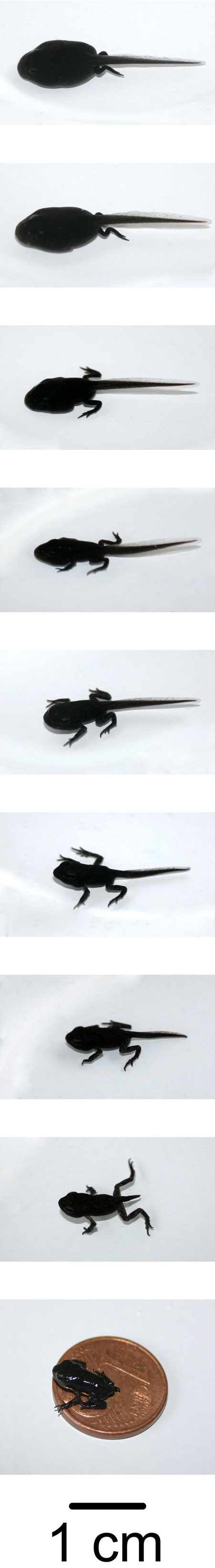
Grodyngels utveckling.

Grodyngel är det första stadiet i groddjurs livscykel, motsvarande larv. Grodynglen kläcks ur rom i vatten, och har en lång svans. Benen utvecklas efter hand. Hos de flesta arter av grodor livnär sig grodyngel främst på alger. På västgötska, liksom norska, kallas de för rumpetroll. I Delsbotrakten i Hälsingland kallades de klånnpadda.

## Källa
1. ↑  Johan Ernst Rietz: Svenskt dialektlexikon, sida 331 , Gleerups, Lund 1862 — 1867, faksimilutgåva Malmö 1962